# Rjúpnafell (kulle i Island, Suðurland, lat 63,63, long -18,67)
Rjúpnafell är en kulle i republiken Island. Den ligger i regionen Suðurland, 170 km öster om huvudstaden Reykjavík. Toppen på Rjúpnafell är 342 meter över havet, eller 182 meter över den omgivande terrängen. Bredden vid basen är 2,0 km.
Trakten runt Rjúpnafell är nära nog obefolkad, med mindre än två invånare per kvadratkilometer. Det finns inga samhällen i närheten.